# Муш (вилајет)
Муш (тур. Muş ili) је вилајет у Турској. Популација вилајета износи 25.066 становника. Административни центар вилајета је град Муш.